# Абіотичний фактор
Абіотичний фактор (англ. abiotic factor) — екологічний фактор, не спричинений діяльністю живих організмів, наприклад, температура, вологість, вітер, рН середовища та інші фізичні або хімічні чинники.
Термін «абіотичний» (англ. abiotic) у хімічній екології використовується стосовно процесів чи явищ, що характеризуються відсутністю життя або несумісністю з життям.